# Distrito electoral federal 4 de Tamaulipas
El IV Distrito Electoral Federal de Tamaulipas es uno de los 300 Distritos Electorales en los que se encuentra dividido el territorio de México y uno de los 9 en los que se divide el estado de Tamaulipas. Su cabecera es Matamoros.
Está formado por la zona urbana del municipio de Matamoros.

## Diputados por el distrito
- XXVII Legislatura
  - (1917 - 1918): Emilio Portes Gil

. . .
- LVIII Legislatura
  - (2000 - 2003): Iván Villar Martínez (PRI)
- LIX Legislatura
  - (2003 - 2006): Erick Silva Santos (PRI)
- LX Legislatura
  - (2006 - 2009): Carlos Alberto García González (PAN)
- LXI Legislatura
  - (2009 - 2012): Baltazar Hinojosa Ochoa (PRI)
- LXII Legislatura
  - (2012 - 2015): Carlos Alberto García González (PAN)
- LXIII Legislatura
  - (2015 - 2016): Jesús de la Garza Díaz del Guante
  - (2016 - 2018 ): Pedro Luis Coronado Ayarzagoitia (PRI)
- LXIV Legislatura
  - (2018 - 2021): Adriana Lozano Rodríguez (Morena)
- LXV Legislatura
  - (2021 - 2022): Adriana Lozano Rodríguez (Morena)
  - (2022 - ): Elva Agustina Vigil Hernández (Morena)

## Elecciones de 2009
|  | Partido Acción Nacional                        |  | Leticia Salazar Vázquez       |
|  | Partido Revolucionario Institucional           |  | Baltazar Hinojosa Ochoa       |
|  | Partido de la Revolución Democrática           |  | Amando Treviño Rivera         |
|  | Coalición Salvemos a México (PT, Convergencia) |  | María Rosa Pérez García       |
|  | Partido Verde Ecologista de México             |  | Humberto Rangel Vallejo       |
|  | Partido Nueva Alianza                          |  | Armando Aguilar Rodríguez     |
|  | Partido Socialdemócrata                        |  | Ofelida Margot Fuentes García |